# Лапыгин, Владимир Лаврентьевич
Владимир Лаврентьевич Лапыгин (4 февраля 1925 — 15 марта 2002) — создатель систем управления для ракетно-космической техники, первый заместитель главного конструктора Научно-исследовательского института автоматики и приборостроения. Депутат Совета Национальностей Верховного Совета СССР 10-11 созывов (1979—1989) от Тувинской АССР. Народный депутат СССР, председатель Комитета Верховного Совета СССР по обороне и безопасности (1989—1991).
Автор более 250 научных работ, более 60 изобретений. Академик Российской инженерной академии (1990). Академик Российской академии космонавтики имени К. Э. Циолковского (1991). Доктор технических наук (1968), профессор (1970).

## Биография
Родился 4 февраля 1925 года в селе Архангельское, ныне Щёкинского района Тульской области. Русский.
Во время Великой Отечественной войны жил в Москве, работал сначала учеником медника, затем медником на авиационном заводе, одновременно окончил 8 классов в одной из московских школ. После Победы поступил на подготовительные курсы при Московском авиационном институте имени Серго Орджоникидзе, после их окончания успешно поступил в этот институт и окончил его в 1952 году.
С 1951 года вся дальнейшая жизнь В. Л. Лапыгина была связана с НИИ-885 Научно-исследовательским институтом автоматики и приборостроения в Москве (предприятие в дальнейшем именовалось: с 1963 — Научно-исследовательский институт автоматики и приборостроения, с 1992 — Научно-производственное объединение автоматики и приборостроения, с 2001 — ФГУП «Научно-производственный центр автоматики и приборостроения имени академика Н. А. Пилюгина»). Начал трудиться младшим техником, техником 1-й категории. С 1952 года — инженер комплекса по разработке автономных систем управления ракет, с 1955 года — начальник лаборатории, с 1960 года — начальник отдела, с 1961 года — первый заместитель начальника комплекса. За первое десятилетие своей работы в институте под руководством выдающегося конструктора систем управления ракетно-космической техникой Н. А. Пилюгина вырос в крупного конструктора и учёного. Участвовал в создании систем управления высокой точности для всех советских межконтинентальных баллистических ракет, создававшихся за годы его работы в НИИ (в том числе Р-5М, Р-11, Р-7, Р-12, РТ-15, Р-9 и многих других). Кроме того, принимал участие в работе и над первыми советскими ракетами-носителями космических аппаратов.
С 1963 года — заместитель директора НИИ автоматики и приборостроения по научной работе и первый заместитель главного конструктора этого НИИ (им был Н. А. Пилюгин). К этому времени НИИ кроме создания систем управления для боевых ракет, успешно развивало создание приборов для космических аппаратов, в том числе и межпланетных. В. Л. Лапыгин создал ряд уникальных гиросистем, в числе которых можно выделить систему астроориентации гиростабилизированных космических платформ, систему переориентации на пассивном участке полёта аппарата, автономное определение азимутальной ориентации аппарата относительно поверхности Земли. Эти и другие созданные под его руководством системы существенно расширили возможности советских космических аппаратов.
За выдающиеся заслуги в создании продукции специального назначения, указом Президиума Верховного Совета СССР («закрытым») в 1971 году Лапыгину Владимиру Лаврентьевичу присвоено звание Героя Социалистического Труда с вручением ордена Ленина и Золотой медали «Серп и Молот».
С сентября 1978 года — директор филиала НИИ АП и заместитель главного конструктора НИИ АП Н. А. Пилюгина. После кончины Н. А. Пилюгина в 1982 году назначен Генеральным конструктором Научно-исследовательского института автоматики и приборостроения, с 1984 года — генеральный конструктор и генеральный директор НИИ АП. В 1960—1980-х годах, продолжая работу над боевыми ракетными комплексами, руководил работой коллектива над созданием систем управления ряда уникальных космических аппаратов, в том числе ракет-носителей «Протон» и «Зенит», межпланетных станций «Вега» для экспедиции к Венере и комете Галлея (1984), спутников «Фобос» (1988), орбитального космического корабля «Буран» (1988). был членом многих Государственных комиссий по летно-конструкторским испытаниям боевых межконтинентальных ракет.
В 1990-е годы, в связи с сокращением российских программ освоения космоса, вернулся к углубленным работам по расширению возможностей боевых ракет, в том числе знаменитых «Тополей», ракет-носителей «Протон-М», систем «Морской старт» и «Наземный старт». Благодаря его огромным усилиям был сохранён уникальный научный потенциал космической фирмы Пилюгина.
С 1998 года — почётный Генеральный директор и почётный Генеральный конструктор Научно-производственного центра автоматики и приборостроения имени академика Н. А. Пилюгина. Одновременно многие годы преподавал в Московском государственном университете радиотехники, электроники и автоматики, а в 1982 году там создал и возглавил базовую кафедру.
Жил в Москве. Скончался 15 марта 2002 года. Похоронен на Ваганьковском кладбище Москвы.

## Награды и звания
- Герой Социалистического Труда (1971)
- Орден Ленина (1971)
- Орден Трудового Красного Знамени (1957)
- Государственная премия СССР (1976)
- Ленинская премия (1960)
- медали СССР и России